# Laura Ormiston Chant

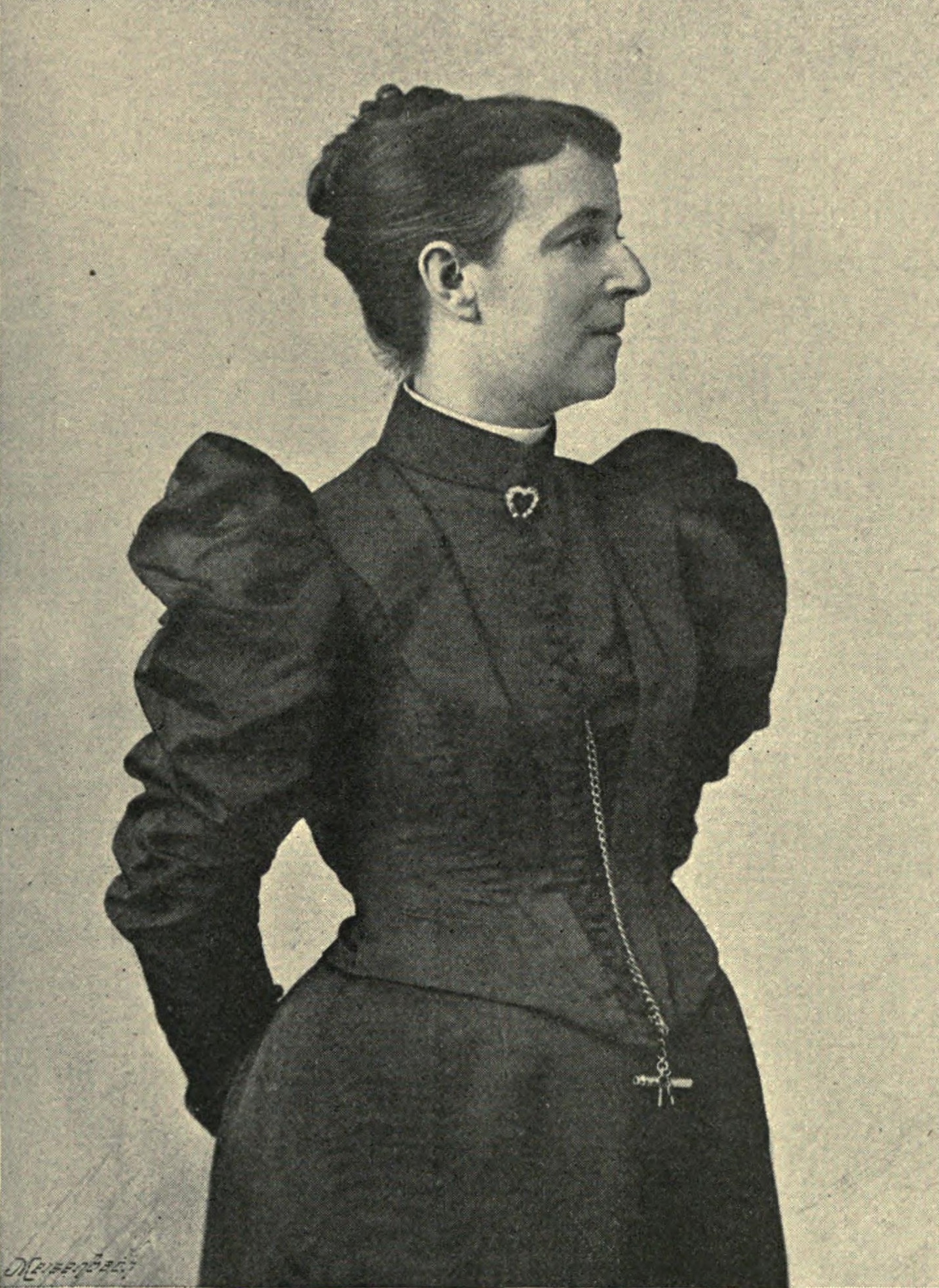
Laura Ormiston Chant, 1890

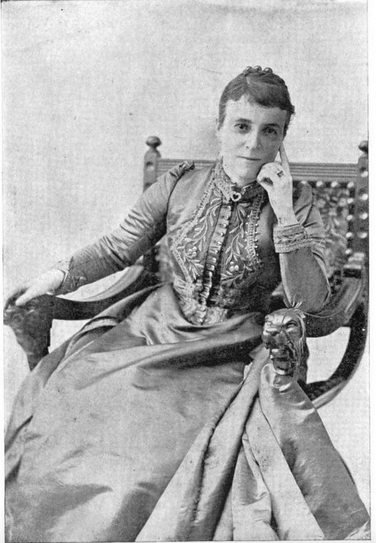
Laura Ormiston Chant, 1894

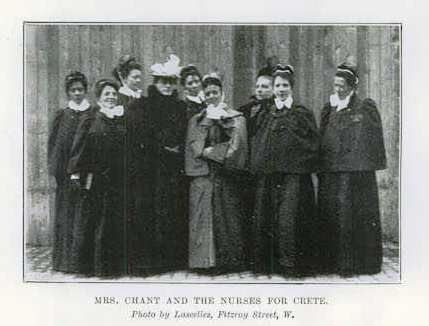
Laura Ormiston Chant und Begleiterinnen auf dem Weg nach Griechenland, The Sketch vom 14. April 1897

Laura Ormiston Chant, geborene Dibbin (* 9. Oktober 1848 in Woolaston, Gloucestershire; † 16. Februar 1923 in Banbury, Oxfordshire), war eine englisch-britische Sozialreformerin, Frauenrechtsaktivistin und Autorin.

## Leben
Chant wurde als Tochter von Francis William Dibbin (1811–1874), einem Bauingenieur, und Sophia Ormiston (1815–1894), die eine Mädchenanstalt leitete, geboren. Beim Zensus 1871 war sie Gouvernante und wurde schließlich Krankenschwester. Ihr Vater war mit diesem Beruf nicht einverstanden und verstieß sie. Sie arbeitete als Krankenschwester in den Sophia Wards im Royal London Hospital und war stellvertretende Leiterin einer privaten Irrenanstalt.
Bei der Arbeit lernte sie den Chirurgen Thomas Chant aus Bridgwater kennen und heiratete ihn am 13. September 1877 in Capel, Surrey. Das Paar bekam einen Sohn, Thomas, und drei Töchter: Emmeline, Olive und Ethel. Nach der Heirat wurde Chant im Krankenhaus entlassen, da die Verbindung gegen die Vorschriften verstieß.
Chant schrieb und hielt Vorträge über soziale Reinheit, Mäßigung und Frauenrechte. Ihre Zeitgenossen nannten sie „a helper of many“. Ihre veröffentlichten Werke umfassen Pamphlete, Hymnen, einen Roman und einen Gedichtband und spiegeln „viele der Spannungen wider, die den Feminismus des späten neunzehnten und frühen zwanzigsten Jahrhunderts kennzeichnen“.
Chant wurde Mitglied in einer Reihe von Organisationen, in denen sie ihre Anliegen verfolgen konnte: Sie war Gründungsmitglied der National Vigilance Association (NVA), die sich auf die Durchsetzung des Criminal Law Amendment Act 1885 konzentrierte, der Bordelle und Prostitution verbot, und war Herausgeberin der NVA-Zeitschrift The Vigilance Record. Sie wurde 1888 Mitglied im International Council of Women und reiste in die Vereinigten Staaten, um England in einem Kongress des Councils zu vertreten. Während des Kongresses sagte Susan B. Anthony in ihrer Eröffnungsrede vor dem Rat, dass sie Chants Gedicht England to America (im Band Verona and Other Poems) bewundere. Chant war Mitglied der Social Purity Alliance, Vizepräsidentin der Peace Society und Gründungsmitglied der Women Guardians Society, sowie Mitglied der Women’s Liberal Federation und der British Women’s Temperance Association.
Chant reiste durch das Vereinigte Königreich, Kanada, die Vereinigten Staaten von Amerika und viele andere Länder, um Reden über Mäßigung und andere moralische Anliegen zu halten. Sie war dafür bekannt, dass sie ihre Zuhörer mit ihren bewegenden Worten zu den verschiedenen Themen, über die sie sprach, zum Lachen oder zu Tränen rührte.
Am 30. Mai 1890 hielt sie vor der Unitarian Church Temperance Society in Boston, MA, eine Rede über Mäßigung mit dem Titel How I Became a Total Abstainer. Sie sprach darüber, dass Alkohol das Gehirn vergifte und „je weiter die Menschheit in Kultur und Entwicklung fortschreitet, desto größer ist der Bedarf an Gehirnleistung“.
Chant war auch als konfessionslose christliche Predigerin bekannt. Im Jahr 1893 sprach Chant auf dem Parlament der Weltreligionen, das 1893 in Chicago in Verbindung mit der World’s Columbian Exposition stattfand. Ihre Rede trug den Titel The Real Religion of To-Day, in der sie darauf hinwies, wie wichtig es ist, die vielen Religionen, die zur Anbetung Gottes geschaffen wurden, zu schätzen und zu respektieren.
Sie schrieb auch Texte und Musik für Action Songs for Children und mehrere weitere Bände mit Musik in der gleichen Art, die aus einfachen Liedern bestehen, die körperliche Übungen für kleine Kinder unterstützen.
Eine ihrer bekanntesten Reformbemühungen war ihr Protest gegen Music Halls als „Versuchung zum Laster“. Konkret richtete sich im Jahr 1894 ihr Protest gegen das Empire Theatre of Varieties am Leicester Square im Londoner West End. In ihrer Broschüre Why We Attacked the Empire teilte Chant mit, dass sie über die Unsittlichkeit, die in diesem Theater während der Aufführungen herrschte, empört wäre. Sie besuchte das Theater und beobachtete Frauen, die sich auf der „Promenade“ (ein offener Platz, auf dem die Leute herumlaufen und trotzdem die Aufführung sehen konnten) prostituierten. Sie war auch der Meinung, dass die Kleidung und die Themen der Aufführungen unmoralisch wären.
Chant nahm am 10. Oktober 1894 an der Sitzung des London County Councils  teil, bei der es um die Erneuerung der Konzession für das Empire Theatre ging, und wies auf die Unsittlichkeit des Theaters hin. Sie hielt eine lange Rede, in der sie ihre Beschwerden darlegte, bevor die endgültige Entscheidung des Ausschusses getroffen wurde. Die Lizenz wurde am 26. Oktober 1894 erneuert, allerdings nur unter der Bedingung, dass die Promenade im Theater entfernt würde und im Zuschauerraum keine berauschenden Getränke verkauft würden. Um die Promenade des Theaters herum wurden Leinwände angebracht, die jedoch von Demonstranten, zu denen auch der junge Winston Churchill gehörte, wieder heruntergerissen wurden. Sie waren der Meinung, dass die Beschränkungen zu hart für eine legitime Geselligkeit wären. Chant wurde in einer populären Music-Hall-Ballade mit dem Titel Her Golden Hair Was Hanging Down Her Back verspottet.
Ihr Einsatz für eine Reform des Theaters war ein Katalysator für künftige Diskussionen über die Ungerechtigkeiten in den Music Halls. Ihre Bemühungen gelten als einer der Hauptfaktoren, die dem Music-Hall-Streik von 1907 in London vorausgingen. Während dieses Streiks protestierten die Theaterangestellten gegen die unzureichende Entlohnung, die den Anforderungen der immer länger werdenden Arbeitszeiten nicht entsprach.
Am 8. April 1897 begab sich Chant zusammen mit sechs anderen englischen Krankenschwestern nach Kreta, um während des Türkisch-Griechischen Kriegs Hilfe und Versorgung zu leisten. Für diese Bemühungen erhielt sie vom griechischen Königshaus einen Verdienstorden verliehen. Sie reiste nach Bulgarien, um armenischen Flüchtlingen nach den Massakern von Hamidian zu helfen.
Über die letzten Jahrzehnte ihres Lebens ist wenig bekannt. Chant starb 1923 in Banbury, Oxfordshire, an einer Hirnblutung und Herzinsuffizienz.

## Werke (Auswahl)
- Verona and Other Poems. David Stott, London 1887 (Lyrik).
- How I Became a Total Abstainer. Unitarian Church Temperance Society, Boston, MA 1890 (Redetext).
- Why We Attacked the Empire. Horace Marshall & Son, London 1895 (Pamphlet).
- Sellcuts’ Manager. Grant Richards, London 1899 (Roman).
- A Merry Christmas. Miller’s Library, London 1911 (Lyrik).
- Women and the Streets. In: James Marchant (Hrsg.): The Master Problem. Moffat, Yard and Company, New York City 1917 (Aufsatz).